# 名作歌舞伎全集
『名作歌舞伎全集』（めいさくかぶきぜんしゅう）とは、東京創元社から刊行された歌舞伎の脚本全集。全二十五巻。昭和43年（1968年）から昭和48年（1973年）にかけて刊行された。

## 解説
東京創元社は歌舞伎の脚本全集として『歌舞伎名作選』（全十五巻、1953〜1957年刊行）を出版していたが、当時すでに絶版となっており、これとは別に歌舞伎の脚本全集を新たに刊行することになった。監修は郡司正勝・山本二郎・戸板康二・利倉幸一・河竹登志夫の5名である。昭和43年の創刊時には当時日本俳優協会会長だった三代目市川左團次、また木下順二や三島由紀夫らが本書への推薦文を寄せた。郡司正勝は収録した演目の掲載基準について、九代目市川團十郎と五代目尾上菊五郎が演じたものや現在にまで伝わる演目を中心に採ったと述べている。当初は全二十巻の予定であったが配本の途中で5巻分増巻することになり、昭和48年を以って全二十五巻の刊行を果たした。
各巻には本文の前に各演目の舞台写真が数ページに渡って入れてあり、本文は戸板康二をはじめとする監修者たちが演目ごとに解説を付し、巻末には脚本の本文に用いた底本や校訂について記す。なお刊行時各巻に付いていた月報には、八代目坂東三津五郎が「芸談」と題して全巻に渡り文を寄せている。内容は各巻に収録された演目にまつわるものであるが、その中で親の七代目坂東三津五郎をはじめ六代目尾上菊五郎、初代中村吉右衛門など、八代目三津五郎にとっては先輩に当たる歌舞伎役者たちの話を交えており、それら当時の役者たちの芸談や舞台の様子なども伝える貴重なものとなっている。

## 内容
- 第一巻　近松門左衛門集1　傾城反魂香、嫗山姥、国性爺合戦、平家女護島、信州川中島合戦、恋飛脚大和往来、博多小女郎浪枕、心中天網島、女殺油地獄、曽根崎心中、堀川波の鼓、心中宵庚申
- 第二巻　丸本時代物集1　仮名手本忠臣蔵、菅原伝授手習鑑、義経千本桜
- 第三巻　丸本時代物集2　梶原平三誉石切、源平魁躑躅、鬼一法眼三略巻、壇浦兜軍記、蘆屋道満大内鑑、苅萱桑門筑紫轢、和田合戦女舞鶴、敵討襤褸錦、御所桜堀河夜討、ひらがな盛衰記、新薄雪物語
- 第四巻　丸本時代物集3　源平布引滝、恋女房染分手綱、一谷嫩軍記、倭仮名在原系図、義経腰越状、小野道風青柳硯、祇園祭礼信仰記、卅三間堂棟由来、岸姫松轡鑑、嬢景清八嶋日記、神霊矢口渡、摂州合邦辻、玉藻前曦袂
- 第五巻　丸本時代物集4　奥州安達原、本朝廿四孝、近江源氏先陣館、鎌倉三代記、妹背山婦女庭訓、競伊勢物語、伊賀越道中双六、絵本太功記
- 第六巻　丸本時代物集5　大塔宮曦鎧、扇的西海硯、釜淵双級巴、中将姫古跡の松、日蓮上人御法海、日高川入相花王、由良湊千軒長者、太平記忠臣講釈、三日太平記、彦山権現誓助劒、花上野誉碑、木下蔭狭間合戦、箱根霊験躄仇討、八陣守護城
- 第七巻　丸本世話物集　夏祭浪花鑑、双蝶々曲輪日記、関取千両幟、艶容女舞衣、桜鍔恨鮫鞘、桂川連理柵、碁太平記白石噺、新版歌祭文、近頃河原の達引、国訛嫩笈摺、廓文章、生写朝顔話、壷坂霊験記
- 第八巻　並木五瓶集　楼門五三桐、漢人韓文手管始、五大力恋緘、隅田春妓女容性、富岡恋山開
- 第九巻　鶴屋南北集1　音菊天竺徳兵衛、時桔梗出世請状、浮世柄比翼稲妻、桜姫東文章、東海道四谷怪談
- 第十巻　河竹黙阿弥集1　三人吉三廓初買、花街模様薊色縫、蔦紅葉宇都谷峠、勧善懲悪覗機関
- 第十一巻　河竹黙阿弥集2　八幡祭小望月賑、青砥稿花紅彩画、曽我綉侠御所染、梅雨小袖昔八丈、天衣紛上野初花
- 第十二巻　河竹黙阿弥集3　極附幡随長兵衛、四千両小判梅葉、盲長屋梅加賀鳶、水天宮利生深川、島鵆月白浪
- 第十三巻　時代狂言集　吉例寿曽我、伊達競阿国戯場、敵討天下茶屋聚、鏡山旧錦絵、大商蛭子島
- 第十四巻　上方世話狂言集　 宿無団七時雨傘、鐘鳴今朝噂、紙子仕立両面鑑、忠臣連理廼鉢植、伊勢音頭恋寝刃、渡雁恋玉章、積情雪乳貰、傘轆轤浮名濡衣
- 第十五巻　江戸世話狂言集1　隅田川続俤、幡随長兵衛精進俎板、其往昔恋江戸染、お染久松色読販、若木仇名草、三世相錦繍文章
- 第十六巻　江戸世話狂言集2　佐倉義民伝、明烏夢泡雪、百人町浮名読売、与話情浮名横櫛、百千鳥沖津白浪
- 第十七巻　江戸世話狂言集3　塩原多助一代記、怪異談牡丹燈籠、籠釣瓶花街酔醒、神明恵和合取組、侠客春雨傘、江戸育御祭佐七
- 第十八巻　家の芸集　鳴神、毛抜、暫、矢の根、景清、助六由縁江戸桜、勧進帳、鎌髭、高時、船弁慶、紅葉狩、素襖落、鏡獅子、大森彦七、土蜘、茨木、戻橋、身替座禅、猿若
- 第十九巻　舞踊劇集1　舌出し三番叟、娘道成寺、鷺娘、鞍馬獅子、身替りお俊、関の扉、戻り駕、鬼次拍子舞、草摺引、今様須磨、権八、保名、三人形、かさね、お染、藤娘、供奴、宗清、六歌仙、三社祭、将門、蜘蛛の糸、靱猿、京人形、どんつく、山姥、勢獅子、田舎源氏、連獅子、市原野のだんまり、三人片輪、お夏狂乱、棒しばり、太刀盗人、良寛と子守
- 第二十巻　新歌舞伎集1　桐一葉、土屋主税、桜時雨、修禅寺物語、鳥辺山心中、番町皿屋敷、今様薩摩歌、西山物語、生きている小平次、男達ばやり、小判拾壱両
- 第二十一巻　近松門左衛門集2　武勇誉出世景清、大名なぐさみ曽我、心中二枚絵草紙、碁盤太平記、心中重井筒、心中万年草、心中刃は氷の朔日、長町女腹切、大経師昔暦、生玉心中、鑓の権三重帷子、寿門松、井筒業平河内通
- 第二十二巻　鶴屋南北集2　勝相撲浮名花触、絵本合法衢、謎帯一寸徳兵衛、隅田川花御所染、杜若艶色紫
- 第二十三巻　河竹黙阿弥集4　都鳥廓白浪、網模様燈籠菊桐、処女翫浮名横櫛、樟紀流花見幕張、富士額男女繁山、新皿屋舗月雨暈
- 第二十四巻　舞踊劇集2　枕獅子、執着獅子、吉原雀、蜘蛛の拍子舞、羽根の禿、小原女・国入奴、越後獅子、うかれ坊主、汐汲、近江のお兼、蝶の道行、鳥羽絵、浅妻舟、まかしょ、山帰り、傀儡師、廓三番叟、お祭り、角兵衛、三つ面子守、浅間嶽、俳諧師、年増、夏船頭、神田祭、宮島のだんまり、乗合船、操り三番叟、流星、釣女、隅田川、かっぽれ、二人袴、羽衣、江島生島、悪太郎、幻椀久、高野物狂、小鍛冶、黒塚、夕顔棚
- 第二十五巻　新歌舞伎集2　沓手鳥孤城落月、西郷と豚姫、藤十郎の恋、小栗栖の長兵衛、権三と助十、お国と五平、息子、同志の人々、一本刀土俵入、頼朝の死、巷談宵宮雨